# Музеї Венеції
Перелік музеїв Венеції.
| Галерея Академії (Венеція) — Gallerie dell'Accademia                            |
| Археологічний музей (Венеція) — Museo Archeologico                              |
| Палац дожів — Palazzo Ducale                                                    |
| Єврейський музей Венеції — Museo Ebraico                                        |
| Морський історичний музей — Museo Storico Navale                                |
| Музей східного мистецтва — Museo d'Arte Orientale                               |
| Музей Коррер — Museo Correr                                                     |
| Музей скла (Венеція) — Museo Vetrario, Murano                                   |
| Музей художника Фортуні — Museo Fortuny                                         |
| Базиліка Святих Джованні і Паоло — San Giovanni e Paolo                         |
| Музей фонду Кверіні Стампальї — Museo della Fonfazione Querini Stampalia        |
| Музей Венеції 18 століття                                                       |
| Міжнародна галерея сучасного мистецтва — Galleria Internationale d'Arte Moderna |
| Базиліка дей-Фрарі — Santa Maria Gloriosa dei Frari                             |
| Школа венеціанського мережива (острів Бурано) — Scuola di Merletti, Burano      |
| Музей Лагуни, (острів Торчелло)- Museo dell'Estuario, Torchello                 |
| Єпархіальний музей церковного мистецтва — Museo Diocesano d'Arte Sacra          |
| Колекція Пеггі Гугенхайм — Collezione Peggy Guggenheim                          |